# Dudusa
Dudusa is een geslacht van vlinders van de familie tandvlinders (Notodontidae), uit de onderfamilie Dudusiinae.

## Soorten
- D. celebensis Roepke, 1944
- D. fumosa Matsumura, 1925
- D. javana Roepke, 1944
- D. minor Schintlmeister, 1993
- D. nobilis Walker, 1865
- D. rufobrunnea Mell, 1922
- D. sphingiformis Moore, 1872
- D. vethi Snellen, 1892